# میلتون جونز
جان رابرت میلتون (متولد ۱۳ مارس ۱۹۳۸)، که به‌طور حرفه‌ای با نام میلتون جانز شناخته می‌شود، بازیگر نقش مکمل بازنشسته انگلیسی است که تقریباً در طول دوران حرفه‌ای خود به‌طور مداوم کار کرده است. او که استعدادی همه‌کاره دارد، در نقش‌های شوم یا چاپلوسانه تخصص دارد و مرتباً در بسیاری از سریال‌های تلویزیونی محبوب بریتانیا برای بزرگسالان و کودکان بازی کرده است. او در مدرسه تئاتر بریستول اولد ویک آموزش دید.